# محمد آل فتيل
محمد عبد الحكيم آل فتيل مواليد 4 يناير 1992 في السعودية، هو لاعب كرة قدم سعودي يلعب لنادي النصر ومنتخب السعودية لكرة القدم كمدافع.

## مسيرة اللاعب
لعب سابقًا في الفئات السنية في نادي الترجي و إنتقل إلى الفئات السنية في النادي الأهلي في عام 2008 و صعد للفريق الأول في عام 2011 وكان من اللاعبين القلائل تلك الفترة الذي يتواجد مع فريق درجة الشباب والفريق الأول، إنتقل إلى نادي النصر في صيف 2021 بعد إنتهاء عقده مع النادي الأهلي.

## الإنجازات

### الفئات السنية
- كأس الإتحاد السعودي لدرجة الناشئين 2008/09م.
- الدوري السعودي الممتاز لدرجة الناشئين 2009/10م.
- كأس الإتحاد السعودي لدرجة الناشئين 2009/10م.
- الدوري السعودي الممتاز لدرجة الشباب 2010/11م.
- كأس الإتحاد السعودي لدرجة الشباب 2010/11م.

### الفريق الأول
- كأس خادم الحرمين الشريفين(3): 2011، 2012، 2016
- كأس الأمير فيصل بن فهد(2): 2012، 2013
- كأس ولي العهد السعودي(1): 2015
- الدوري السعودي(1): 2016
- كأس السوبر السعودي(1): 2016
- كأس الملك سلمان للأندية العربية(1): 2023

## روابط خارجية
- محمد آل فتيل على موقع الاتحاد الدولي (مؤرشف)  (الإنجليزية)
- محمد آل فتيل على موقع إي إس بي إن إف سي (الإنجليزية)
- محمد آل فتيل على موقع ناشيونال فوتبول تيمز (الإنجليزية)
- محمد آل فتيل على موقع Soccerway.com (الإنجليزية)
- محمد آل فتيل على موقع عالم كرة القدم.نت (الإنجليزية)
- محمد آل فتيل على موقع كووورة